# Three Bridges FC
Three Bridges FC (celým názvem: Three Bridges Football Club) je anglický fotbalový klub, který sídlí ve městě Crawley v nemetropolitním hrabství West Sussex. Založen byl v roce 1901. Od sezóny 2018/19 hraje v Isthmian League South East Division (8. nejvyšší soutěž). Klubové barvy jsou zlatá a bílá.
Své domácí zápasy odehrává na stadionu Jubilee Field s kapacitou 1 500 diváků.

## Historické názvy
Zdroj: 
- 1901 – Three Bridges FC (Three Bridges Football Club)
- 1953 – Three Bridges United FC (Three Bridges United Football Club)
- 1964 – Three Bridges FC (Three Bridges Football Club)

## Úspěchy v domácích pohárech
Zdroj: 
- FA Cup
  - 2. předkolo: 1982/83, 1983/84, 2002/03
- FA Trophy
  - 2. předkolo: 2012/13, 2013/14
- FA Vase
  - 5. kolo: 1981/82

## Umístění v jednotlivých sezonách
Stručný přehled
Zdroj: 
- 1952–1969: Sussex County League (Division Two)
- 1969–1973: Sussex County League (Division One)
- 1973–1974: Sussex County League (Division Two)
- 1974–1977: Sussex County League (Division One)
- 1977–1980: Sussex County League (Division Two)
- 1980–1997: Sussex County League (Division One)
- 1997–1999: Sussex County League (Division Two)
- 1999–2012: Sussex County League (Division One)
- 2012–2017: Isthmian League (Division One South)
- 2017–2018: Southern Combination (Premier Division)
- 2018– : Isthmian League (South East Division)

Jednotlivé ročníky
Zdroj: 
Legenda: Z - zápasy, V - výhry, R - remízy, P - porážky, VG - vstřelené góly, OG - obdržené góly, +/- - rozdíl skóre, B - body, červené podbarvení - sestup, zelené podbarvení - postup, fialové podbarvení - reorganizace, změna skupiny či soutěže
| Sezóny  | Liga                                    | Úroveň | Z  | V  | R  | P  | VG | OG  | +/- | B  | Pozice |
| ------- | --------------------------------------- | ------ | -- | -- | -- | -- | -- | --- | --- | -- | ------ |
| 2009/10 | Sussex County League (Division One)     | 9      | 38 | 16 | 7  | 15 | 78 | 56  | +22 | 55 | 7.     |
| 2010/11 | Sussex County League (Division One)     | 9      | 38 | 23 | 1  | 14 | 69 | 49  | +20 | 70 | 5.     |
| 2011/12 | Sussex County League (Division One)     | 9      | 38 | 28 | 5  | 5  | 75 | 37  | +38 | 89 | 1.     |
| 2012/13 | Isthmian League (Division One South)    | 8      | 42 | 11 | 7  | 24 | 58 | 83  | -25 | 40 | 21.    |
| 2013/14 | Isthmian League (Division One South)    | 8      | 46 | 15 | 8  | 23 | 71 | 88  | -17 | 53 | 19.    |
| 2014/15 | Isthmian League (Division One South)    | 8      | 46 | 21 | 9  | 16 | 94 | 95  | -1  | 72 | 7.     |
| 2015/16 | Isthmian League (Division One South)    | 8      | 46 | 20 | 6  | 20 | 59 | 67  | -8  | 66 | 14.    |
| 2016/17 | Isthmian League (Division One South)    | 8      | 46 | 7  | 8  | 31 | 59 | 114 | -55 | 29 | 23.    |
| 2017/18 | Southern Combination (Premier Division) | 9      | 38 | 24 | 10 | 4  | 91 | 38  | +53 | 82 | 2.     |
| 2018/19 | Isthmian League (South East Division)   | 8      | 38 |    |    |    |    |     |     |    |        |